# 科托夫斯克 (坦波夫州)
52°35′N 41°31′E / 52.583°N 41.517°E
科托夫斯克（俄语：Котовск）是俄羅斯坦波夫州中部的城市，位於州府坦波夫以南13公里茨納河畔。2002年人口34,054人。
1940年建市，並以在當地鎮壓反革命的格利哥里·科托夫斯基為名。